# Лес Фјоу (Долина Аосте)
Лес Фјоу је насеље у Италији у округу Долина Аосте, региону Долина Аосте.
Према процени из 2011. у насељу је живело 207 становника. Насеље се налази на надморској висини од 1079 м.